# 诺氟沙星
诺氟沙星（norfloxacin）别名氟哌酸，商品名力醇罗、淋克星，属第二代喹诺酮类药物，为第一个用于临床的氟喹诺酮类药，具有抗菌谱广、作用强等特点，对革兰氏阴性菌有较强的抗菌作用；化学名为1-乙基-6-氟-1,4-二氢-4-氧代-7-(1-哌嗪基)-3-喹啉羧酸。
诺氟沙星会阻碍消化道内致病细菌的DNA旋转酶（DNA Gyrase）的作用，阻碍细菌DNA复制，对细菌有抑制作用。是治疗肠炎痢疾的常用药。但此药对未成年人骨骼形成会有一定延缓作用，因而会对发育造成影响，故应当尽可能避免未成年人服用。